# Mayday On The Frontline
 (mai 2023).
Singles de MC Ren
Final Frontier
(1992) Same Ol' Shit
(1993)
Mayday On The Frontline est une chanson du rappeur MC Ren sortie en avril 1993, issue du film CB4. Il fait aussi partie de l'album Shock of the Hour.